# Șipikova Mahala, Vidin
Șipikova Mahala (în bulgară Шипикова махала) este un sat în comuna Boinița, Vidin, regiunea Vidin, Bulgaria.

## Demografie
Componența etnică a satului Șipikova Mahala
     Bulgari (100%)
     Nicio identificare (0%)
     Altele (0%)
La recensământul din 2011, populația satului Șipikova Mahala era de 5 locuitori. Din punct de vedere etnic, majoritatea locuitorilor (100,0%) erau bulgari. Pentru 0,0% din locuitori nu este cunoscută apartenența etnică.